# Moose (wrestler)
Quinn Ojinnaka (ur. 23 kwietnia 1984 w Seabrook) – amerykański wrestler i futbolista amerykański nigeryjskiego pochodzenia lepiej znany pod swoim pseudonimem ringowym jako Moose.

## Kariera futbolisty amerykańskiego
Grał na pozycji offensive guard. Należał do szkolnej drużyny w DeMatha Catholic High School i odnosił duże sukcesy. Następnie grał w drużynie uniwersytetu Syracuse University, który ukończył, zdobywając stopień naukowy ze studiów nad dzieckiem i rodziną. Następnie występował kolejno w drużynach grających w National Football League:
- St. Louis Rams: 2012-2013 (1 sezon)[2]
- Indianapolis Colts: 2011-2012 (1 sezon)[2]
- New England Patriots: 2010-2011 (1 sezon)[2]
- Atlanta Falcons: 2007-2010 (2 sezony)[2]

## Kariera wrestlera
W 2013 roku zaczął trenować pro wrestling. Przyjął wtedy pseudonim Moose (pl. Łoś). Swój styl walki opiera na silnych uderzeniach. Walczył w takich organizacjach wrestlingu jak Ring of Honor, Revolution Pro Wrestling, EVOLVE Wrestling, New Japan Pro-Wrestling i Pro-Wrestling NOAH.
W 2016 roku debiutował w organizacji Impact Wrestling (Impact), wówczas jeszcze nazywającej się Total Nonstop Action (TNA). Pierwszy raz wystąpił, przerywając swoją interwencją główną walkę, w której udział brał Bobby Lashley. Rywalizował z takimi wrestlerami jak EC3, Eddie Edwards i Cody Rhodes.
W 2021 roku na gali Bound for Glory wygrał Call Your Shot Guntlet match, w którym nagrodą była możliwość walki o główne mistrzostwo Impact Wrestling jeszcze tego samego dnia. Z możliwości tej skorzystał i pokonał mistrza Josha Alexandra, zdobywając Impact World Championship. Wcześniej tego dnia Alexander pokonał Christiana Cage’a, do czego miał prawo, zrzekając się mistrzostwa Impact X Division Championship. To wydarzenia ugruntowało pozycję Alexandra jako face’a i Moose’a jako heela. Alexander odzyskał pas, pokonując Moose’a 23 kwietnia 2022 na gali Rebellion.

## Mistrzostwa i osiągnięcia
- German Wrestling Federation
  - GWF World Championship (1 raz)[10]
- Impact Wrestling
  - Impact Grand Championship (2 razy)[10]
  - Impact World Championship (1 raz)[10]
- International Pro Wrestling United Kingdom
  - IPW World Championship (1 raz)[10]
- Premiere Wrestling Xperience
  - PWX Innovative Television Championship (1 raz)[10]
- Pro Wrestling 2.0
  - PW2.0 Heavyweight Championship (1 raz)[10]
- Southern Championship Wrestling Florida
  - SCW Florida Heavyweight Championship (1 raz)[10]